# Thomas Cichon
Thomas Cichon (Ruda Śląska, 9 luglio 1976) è un allenatore di calcio ed ex calciatore tedesco di origini polacche, di ruolo difensore.

## Palmarès

### Giocatore

#### Competizioni nazionali
- Campionato tedesco di seconda divisione: 1

Colonia: 1999-2000